# Sémalens
Sémalens är en kommun i departementet Tarn i regionen Occitanien i södra Frankrike. Kommunen ligger i kantonen Vielmur-sur-Agout som tillhör arrondissementet Castres. År 2022 hade Sémalens 2 021 invånare.

## Befolkningsutveckling
Antalet invånare i kommunen Sémalens
| Referens: INSEE |